# Como 1907
Como 1907 er en italiensk fodboldklub fra Como, som spiller i landets bedste række Serie A.

## Historie
Klubben blev grundlagt i 1907 under navnet Como Football Club, og i 1914 blev klubben for første gang professionaliseret. Klubben tilbragte størstedelen af deres første årtier i den næstebedste række, før at de i 1949 for første gang rykkede op i Serie A. De tilbragte fire år i den bedste række, før at de rykkede ned igen.
Over de næste 30 år havde klubben skiftede perioder hvor at de rykkede op og ned mellem Serie B og Serie C, men i 1980 lykkedes det igen at vende tilbage til Serie A. 1980'erne var klubbens bedste periode, da de spillede i alt syv sæsoner i Serie A i årtiet. Klubben døjede efter nedrykning i 1989 med finansielle problemer, men det lykkedes dog at vende tilbage til Serie A i 2002-03 sæsonen, hvilke dog endte med direkte nedrykning tilbage til Serie B.
De finansielle problemer blev markant værre efter deres nedrykning, og i 2004 gik klubben konkurs. Klubben blev som resultat genstartet i 2005 under navnet Como Calcio i Serie D. Det lykkedes klubben at arbejde sig tilbage til Serie B over de næste år, men nedrykning i 2016-17 sæsonen betød at klubben igen gik konkurs. Klubben måtte derfor igen genstartes i Serie D med nyt ejerskab. Den nye ejerskabsgrubbe lavede store investeringer i klubben over de næste år, som også så tidligere fodboldspillere som Thierry Henry og Cesc Fàbregas blive medejere af klubben. Det lykkedes i 2022-23 sæsonen Como at vende tilbage til Serie A.